# 왜성
왜성(矮星) 또는 난쟁이별은 상대적으로 크기가 작고 광도가 적은 항성이다. 대부분의 주계열 항성이 왜성이다. 이 용어의 영단어 드워프 스타(dwarf star)는 1906년 덴마크의 천문학자 아이나르 헤르츠스프룽이 하버드 스킴(Havard scheme)에서 K와 M으로 분류되는 가장 붉은 항성들이 2개의 구별되는 그룹으로 나뉠 수 있다는 것을 발견한 1906년에 처음 만들어졌다. 태양보다 훨씬 더 밝은 행성이나, 아니면 훨씬 더 희미한 행성일 수 있다. 이 그룹을 구별하기 위해 거성과 왜성으로 구별하였다. "왜성"으로 분류되는 것은 이후 다음 항목을 포함하도록 확대되었다:
- 주계열성 항성의 통칭
  - 적색왜성 : 태양의 절반 이하 질량을 가진 주계열성
  - 오렌지색 왜성 : 적색왜성과 황색왜성의 중간 정도 질량을 지닌 주계열성
  - 황색왜성 : 태양 정도 질량을 지닌 주계열성
- 백색왜성 : 항성 진화 단계에서 질량이 작은 별들의 최종 형태.
  - 청색왜성 : 이론상의, 적색왜성의 진화 형태.
  - 흑색왜성 : 백색왜성이 식은 뒤의 최종 단계.
- 갈색왜성 : 행성과 항성의 중간 단계. 지속적인 수소 핵융합을 일으키기에 질량이 너무 작으나, 중수소 융합은 일으킬 수 있는 천체

## 같이 보기
- 찬드라세카르 한계
- 왜행성
- 항성분류
- 준갈색왜성
- 준왜성
- 초저온 왜성